# Józef Świder
Józef Świder (Czechowice-Dziedzice, 19 agosto 1930 – Katowice, 22 maggio 2014) è stato un compositore e pedagogo polacco.
Compì gli studi musicali alla scuola statale superiore di Musica a Katowice, completandoli all'Accademia di Santa Cecilia a Roma con Goffredo Petrassi. Dal 1952 insegnò composizione e teoria della musica all'Accademia Musicale di Katowice. Furono suoi allievi, fra gli altri, Aleksander Lasoń, Julian Gembalski, Andrzej Dziadek e Wiesław Cienciała. Fu professore all'Università della Slesia, dove negli anni 1985-1999 diresse l'Istituto di Pedagogia musicale. Dall'anno 1984 fu professore per il Corso post-diploma di Maestro del coro presso l'Accademia Musicale di Bydgoszcz. Fu giurato di molti concorsi corali polacchi ed internazionali.
Vinse numerosi concorsi e ottenne varie onorificenze (fra cui il premio del Presidente del Consiglio dei Ministri per l'attività creativa per l'infanzia). Fu per molti anni membro della Lega dei Compositori Polacchi (ZKP).

## Opere principali
- oltre 200 canzoni corali
- 3 opere: Magnus (1970), Wit Stwosz (1974), Bal baśni (1977)
- Concerto per piano e orchestra (1955)
- Concerto per soprano e orchestra (1956)
- Suite per fisarmonica e orchestra d'archi (1979)
- 9 messe con organi o orchestra
- Oratorium legnickie (1991)
- Concerto per chitarra e orchestra d'archi (1998)
- Te Deum per voce sola, coro e orchestra (2001)
- Litania Gietrzwałdzka (2007)
- Singet dem Herrn ein neues Lied per 4 solisti, 2 cori e orchestra (2014)

Inoltre ha scritto musica da camera, pezzi per chitarra, organo, orchestra d'ottoni, musica per teatro e film.